# Calocera australis
Calocera australis är en svampart som beskrevs av McNabb 1965. Calocera australis ingår i släktet Calocera och familjen Dacrymycetaceae.   Inga underarter finns listade i Catalogue of Life.